# Jacques Louis Durand
Jacques Louis Durand (Pézenas, 20 agosto 1817 – Parigi, 25 maggio 1871) è stato un operaio e politico francese Fu una personalità della Comune dei Parigi..

## Biografia
Operaio e, come il padre, militante sindacalista, firmò il manifesto della Prima Internazionale contro la guerra franco-prussiana. L'8 febbraio 1871 si presentò candidato socialista rivoluzionario alle elezioni per l'Assemblea Nazionale, ma non fu eletto. Membro del Comitato centrale della Guardia nazionale, si dimise dall'incarico il 15 marzo.
Il 16 aprile fu eletto dal II arrondissement di Parigi al Consiglio della Comune, sedendo alla Commissione giustizia, e votò a favore della creazione del Comitato di Salute pubblica. Fu catturato dai versagliesi durante la Settimana di sangue e fucilato sommariamente il 25 maggio.